# Mr. Belvedere
Mr. Belvedere o Sr. Belvedere es una serie estadounidense que originalmente salió al aire en ABC del 15 de marzo de 1985, hasta el 8 de julio de 1990. La serie está basada en el personaje Lynn Belvedere Aloysius, creado por Gwen Davenport en su novela de 1947 Belvedere, que fue adaptada un año más adelante en la película de 1948 Sitting Pretty. La estrella protagonista de la serie es Christopher Hewett, un británico residente en Norteamérica que acepta un trabajo como mayordomo para una familia estadounidense compuesta por un padre periodista y presentador de deportes, una madre abogada y tres hijos estudiantes. La familia estaba encabezada por la madre Marsha Owens, interpretada por Ilene Graff y el padre George Owens, interpretado por Bob Uecker. Belvedere suele repetir que su anterior trabajo fue para la Familia Real Británica (que incluso "aparece" en un capítulo en el que él va de visita a Inglaterra).

## Personajes principales
- Christopher Hewett como el señor Lynn Belvedere (aparecido en los 117 episodios).
- Bob Uecker como George Owens (apareció en 114 de los 117 episodios).
- Ilene Graff como Marsha Owens (aparecido en los 117 episodios).
- Rob Stone como Kevin Owens (apareció en 115 de los 117 episodios).
- Tracy Wells como Heather Owens (apareció en 116 de los 117 episodios).
- Brice Beckham como Wesley T. Owens (aparecido en los 117 episodios).

### Personajes recurrentes
- Casey Ellison es Miles Knobnoster, el mejor amigo de Wesley, que siempre se está haciendo burlas debido a su tocado de ortodoncia.
- Michele Matheson es Ángela Shostakovich, la mejor amiga de Heather, que siempre está pronunciando mal el nombre del Sr. Belvedere.
- Raleigh Bond es Burt Hammond, portavoz grandilocuente y excesivamente locuaz y Director de Membresía para el feliz Chicos de Pittsburgh, un club de hombres locales; que siempre está tratando de iniciar a George como miembro. Hizo su última aparición en episodio " Replanteo " de la temporada 5. Bond murió meses después.
- Jack Dodson es Carl Butlam, ayudante servil del señor Hammond.
- Winifred Freedman es Wendy, la joven geeky, con sobrepeso, inteligente y consciente de sí misma; amiga de la secundaria de Kevin, que está enamorada de él.
- Robert Goulet, el legendario cantante y actor. De vez en cuando canta a dúo con Marsha. George descubre que ella es irritante. Interpretado por el propio Goulet.
- Norman Bartold es Saltar Hollings, copresentadora de George en la estación de TV. Interpretado por Norman Bartold. Antes de la primera aparición del personaje en la temporada 4, Bartold jugado como un empleado del hotel en una temporada 3 episodio.
- Willie Garson es Carl, el mejor amigo de Kevin. Interpretado por Willie Garson.
- Patti Yasutake es Tami, uno de los co -presentadores de George en la estación de TV. Interpretado por Patti Yasutake y en algunos episodios por Maggie Han.
- Laura Mooney es Marjorie, estudiante de secundaria y una de las novias adolescentes de Wesley; apareció durante la última temporada. Interpretado por Laura Mooney. Antes de la temporada 6, Mooney apareció como " Roberta " en una temporada 4 episodio.